# Hoher Nistler
Der Hohe Nistler ist ein 496,1 m ü. NHN hoher Berg im westlichen Odenwald. Er liegt bei Dossenheim im baden-württembergischen Rhein-Neckar-Kreis.

## Geographie

### Lage
Der Hohe Nistler erhebt sich im Naturpark Neckartal-Odenwald am Westabhang des Odenwaldes zu der vor seinem Fuß knapp 110 m hohen Oberrheinischen Tiefebene, etwas östlich zurückgesetzt hinter der Bergstraße. Er liegt zwischen Handschuhsheim und Dossenheim, etwa 1,4 km südwestlich des Weißen Steins (548,9 m). Sein Gipfel liegt auf einer recht flachen Kuppe, die sich südsüdwestlich und westlich in zwei schmalen Rücken fortsetzt, die sie mit zwei kleinen Nebengipfeln verbinden. Der dritte Rücken, der den Berg mit dem Weißen Stein verbindet, senkt sich nach Nordnordost auf knapp unter 460 m fort zum Sattel bei den „Sieben Wegen“. Über den Gipfel läuft die Grenze zwischen dem Stadtgebiet von Heidelberg und der Gemeinde Dossenheim
Auf dem Nordteil des Berges liegen Teile des Landschaftsschutzgebiets Bergstraße-Mitte (CDDA-Nr. 319892; 1973 ausgewiesen; 6,18 km² groß).

### Naturräumliche Zuordnung
Der Hohe Nistler gehört in der naturräumlichen Haupteinheitengruppe Odenwald, Spessart und Südrhön (Nr. 14) und in der Haupteinheit Sandstein-Odenwald (144) zur Untereinheit Zentraler Sandsteinodenwald (144.6). Seine Landschaft fällt nach Westen in die Untereinheit Südliche Bergstraße (226.3) ab, die in der Haupteinheitengruppe Nördliches Oberrheintiefland (Nr. 22) zur Haupteinheit Bergstraße (226) zählt.

### Fließgewässer
Die Hänge des Hohen Nistlers entwässern letztlich alle durch den Rombach in der westlich angrenzenden Oberrheinischen Tiefebene zum Kanzelbach-Unterlauf Losgraben und danach in den Neckar. Westnordwestlich des Berges fließt nach Westen der Dossenheimer Mühlbach in die Tiefebene hinaus, dem Nordfuß entlang läuft ihm in selber Richtung ein Nebenbach durch das kurze Eisbuckel-Tal zu. Östlich liegt der Einschnitt des Mühltals, durch das der Handschuhsheimer Mühlbach hier noch nach Südsüdwesten läuft. Dieser größte am Nistler laufende Bach kehrt sich um den Südausläufer des Berges herum auf nordwestliche Richtung entlang dem Bergfuß zur Tiefenebene, nimmt den kürzeren Höllenbach auf, örtlich Hellenbächl genannt, der etwa 150 Höhenmeter unterhalb und etwa einen halben Kilometer südwestlich des Nistlerhauptgipfels am Hang einem Brunnen entspringt, und vereint sich dann auf sich entfernendem Lauf mit seinem Dossenheimer Namensvetter zum auf Dossenheimer Gemarkung zunächst noch Humpelsgraben genannten Rombach.

### Steinbruch
Am Westabhang prägt den Hohen Nistler die Felswand des Dossenheimer Steinbruchs Leferenz, in dem bis zur Betriebseinstellung in den 1980ern Porphyrgestein gebrochen wurde. Das Gebiet ist heute größtenteils zum Wandern freigegeben.

## Wandern
Um den Westausläufer des Hohen Nistlers führen in verschiedener Höhe am Hang drei Waldwege. Der oberste davon führt vom Sattel im Südsüdwesten (dort „Rückenweg“) um den westlichen Nebengipfel herum (dort „Oberer Nistlerweg“) nach Sieben Wege. Von ihm geht halb im Westen eine West-Ost-Schneise ab, die der Gemeindegrenze zwischen Heidelberg und Dossenheim folgt und in der ein Fußweg zum höchsten Punkt verläuft. Wenig südöstlich desselben zieht ein gut ausgebauter Waldweg vom Sattel im Südsüdwesten nach „Sieben Wege“ im Nordnordwesten, links von diesem liegt die Kuppe wenig erhöht. Zwei kurze Fußwege erschließen von diesem Waldweg aus den höchsten Punkt. An diesem steht am Wegrand ein Gedenkstein, der an die Opfer eines Flugzeugabsturzes von 1991 erinnert. Da die Kuppe bewaldet ist, bietet sie selbst kaum Ausblick.
Routen zum Gipfel:
Auf den Hohen Nistler selbst führen keine ausgezeichneten Wanderwege, offensichtlich ist der nahe und höhere Weiße Stein zu attraktiv. Übliche Anstiege zum Hohen Nistler sind:
- Von Handschuhsheim über die „Kleine Löbinggasse“, die sehenswerte Lößschlucht „Schanz“ zum Ansatzpunkt des Steinbergs an der unteren Bergwaldgrenze, von dort über den „Schrägen Weg“ (die Serpentine einschlagen) zum Gewannhöhe-Sattel, von dort über den „Rückenweg“ und den südlichen Fußweg zum höchsten Punkt. Vom „Schrägen Weg“ aus bietet sich dabei an einer Stelle nach einem Sturmschlag noch ein weiter Ausblick ins Rheintal.
- Von Handschuhsheim das Mühltal hoch bis zum Waldparkplatz am Rückhaltebecken, dort dem auf der rechten Talseite an der Grenze zwischen Wald und Weinbergen verlaufenden Feldweg „Oberer Bahofweg“ folgen, der nach Norden biegt, bis zum Ansatzpunkt des Steinbergs, von dort wie zuvor.
- Von Handschuhsheim das Mühltal hoch bis zur Hütte am oberen Talende beim „Strangwasenbrunnen“, neben der Hütte auf einem gewundenen Hangfußweg hoch bis zu „Sieben Wege“, von dort über den „Rückenweg“ und den südwestlichen Fußweg zum höchsten Punkt.
- Von Dossenheim über das Eisbuckeltal und, an dessen Südhang den Fahrweg zum Weißen Stein querend, nach „Sieben Wege“, von dort wie zuvor.
- Von Dossenheim zum Spielplatz bei „Drei Eich“, von dort im Zickzack die Wege wild wechselnd den westlichen Hang hoch bis zum „Oberen Nistlerweg“, von dort über den westlichen Schneisen-Fußweg zum höchsten Punkt.[4]

Eine Fortsetzung des Anstiegs bis zum Weißen Stein bietet sich in der Regel an.

## Flugzeugabsturz 1991

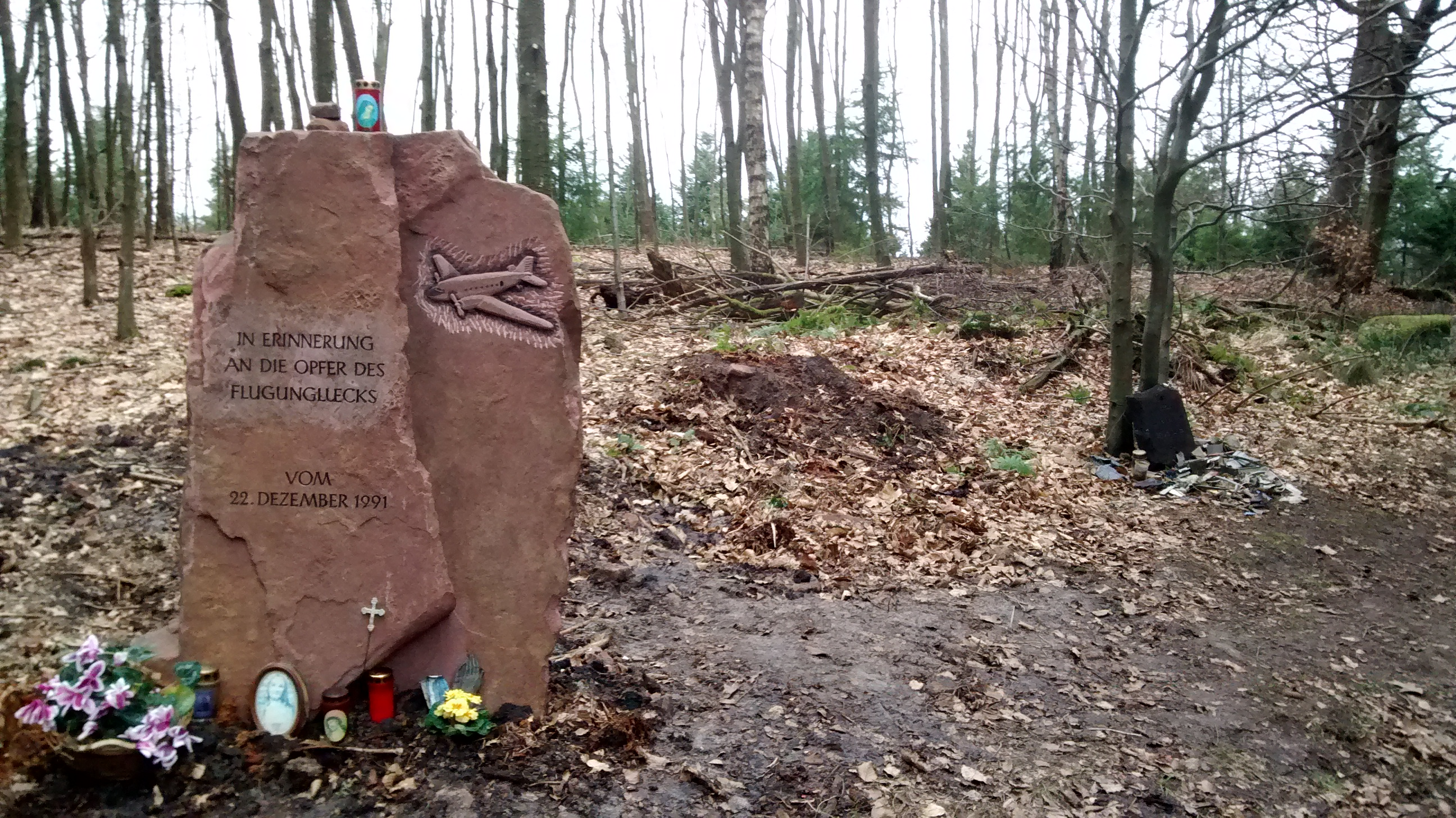
Gedenkstein Hoher Nistler

Am 22. Dezember 1991 stürzte bei schlechten Sichtverhältnissen eine DC-3 auf dem Hohen Nistler ab. Von den 32 Personen an Bord wurden 28 getötet, darunter der Filmemacher Martin Kirchberger, drei leicht und eine schwer verletzt. Zum Gedenken an die Opfer wurde später ein Gedenkstein aufgestellt; die Inschrift lautet unter anderem: „In Erinnerung an die Opfer des Flugungluecks“.